# EUCAST
EUCAST (European Committee on Antimicrobial Susceptibility Testing) ist ein Netzwerk unter der Schirmherrschaft der European Society of Clinical Microbiology and Infectious Diseases (ESCMID) und des Europäischen Zentrums für die Prävention und die Kontrolle von Krankheiten (ECDC), um die antimikrobielle Empfindlichkeitsprüfung im Rahmen einer europäischen Norm zu standardisieren.

## Aktuelle Situation
Die bisher gültige DIN-Norm konnte für die Empfindlichkeitsprüfung von Mikroorganismen nur bedingt eingesetzt werden, da sie für die Routinediagnostik nicht praktikabel ist. Daher kommt meist der amerikanische CLSI-Standard (Clinical and Laboratory Standards Institute) zum Einsatz, seltener die französische Norm.

## Inhalt
In den Normen werden Minimale Hemm-Konzentrationen (MIC) von Antibiotika in Abhängigkeit von Konzentration und Keim beschrieben. Als Äquivalent werden zum Teil auch Hemmhofdurchmesser genannt, in Abhängigkeit von Keim, Nährmedium und den Bebrütungsbedingungen. Diese Normen werden regelmäßig aktualisiert und sind auf der Internetseite des Netzwerks kostenlos einzusehen, im Gegenteil zur CLSI, welche jährlich käuflich erworben werden muss. Da Australien in den Gremien der CLSI kaum Einfluss nehmen konnte und eine eigene Norm zu erarbeiten keinen Sinn ergibt, wurde beschlossen, bei EUCAST mitzuarbeiten, ebenso sind die Türkei und Israel vertreten.

## Organisation
EUCAST ist gegliedert in Lenkungsausschuss, Präsidialausschuss, Unterausschüsse und nationale AST-Ausschüsse.

### Präsidialausschuss
Neben allen EU-Mitgliedsstaaten (außer Malta und Zypern) sind auch Australien, Bosnien, Island, Israel, Kroatien, Norwegen, Russland, Schweiz, Serbien und die Türkei mit Ländervertretern im Präsidialausschuss vertreten.

### Unterausschüsse
Ein wichtiger Bestandteil sind die EUCAST-Unterausschüsse. Diese befassen sich mit fachspezifischen Themen und Bereichen, z. B.
- Unterausschuss für Nachweis von Resistenzmechanismen mit klinischer und/oder epidemiologischer Bedeutung;
- Unterausschuss für Empfindlichkeitstestung von Hefepilzen;
- Unterausschuss für Breakpoints für neue antimikrobielle Wirkstoffe

### Nationale AST-Ausschüsse
Das EUCAST empfiehlt die Einrichtung nationaler AST-Komitees (AST: Antimicrobial Susceptibility Testing). Zurzeit existieren die folgenden nationalen Einrichtungen:
- Nationales Antibiotika-Sensitivitätstest-Komitee (NAK)[3]
- British Society for Antimicrobial Chemotherapy (BSAC)
- Comité Antibiogramme - Société Française de Microbiologie (CA-SFM)
- DIN Deutsches Institut für Normung e.V. (DIN)
- Dutch Working Group on Antibiotics (SWAB)
- Estonian EUCAST Working Group
- Norwegian Working Group on Antibiotics (NWGA)
- Swedish Reference Group for Antibiotics (SRGA)
- Swiss Society for Microbiology